# Rajada

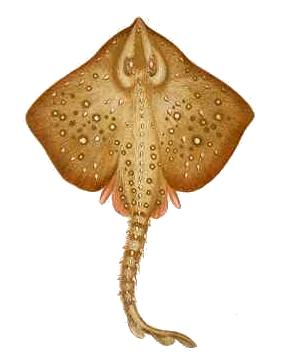
Rajada clavellada, Raja clavata
(Linnaeus, 1758)

S'anomena rajada, escrita (escorçana o escorçó a les Balears, especialment la Raia pastinaca) nombrosos peixos del superordre dels batoids:
- En un sentit molt general[1] es pot emprar el terme de rajades per a designar tots els batoids, encara que sigui més escaient reservar-lo per als animals dels ordres Rajiformes i Torpediniformes, amb exclusió dels Pristiformes. En aquest darrer sentit el terme rajada designa un grup d'animals parafilètics.

- En un sentit restringit[2][3] el terme rajada es pot també reservar únicament per a designar les rajades del gènere Raja, gènere fent part de la família Rajidae, família fent part de l'ordre Rajiformes. En aquest sentit el terme rajada designa un grup d'animals monofilètics.

## Arborescència taxonòmica dels articles associats
- Subclasse Elasmobranchii
  - Superordre Batoidea
    - Ordre Raïformes
      - Gènere Raja
      - Gènere Myliobatis
        - Espècie Myliobatis aquila

      - Gènere Dasyatis
        - Espècie Dasyatis pastinaca

    - Ordre Pristiformes
    - Ordre Torpediniformes

  - Superordre Selachimorpha